# Landolphia owariensis
Landolphia owariensis là một loài thực vật có hoa trong họ La bố ma. Loài này được P.Beauv. mô tả khoa học đầu tiên năm 1806.
Loài cây này được tìm thấy ở vùng nhiệt đới Châu Phi. Mủ cây có thể được chiết xuất từ nhà máy này để sản xuất cao su tự nhiên. Các tên khác của cây nho này là eta, cao su trắng và cây cao su Congo.

## Hình ảnh

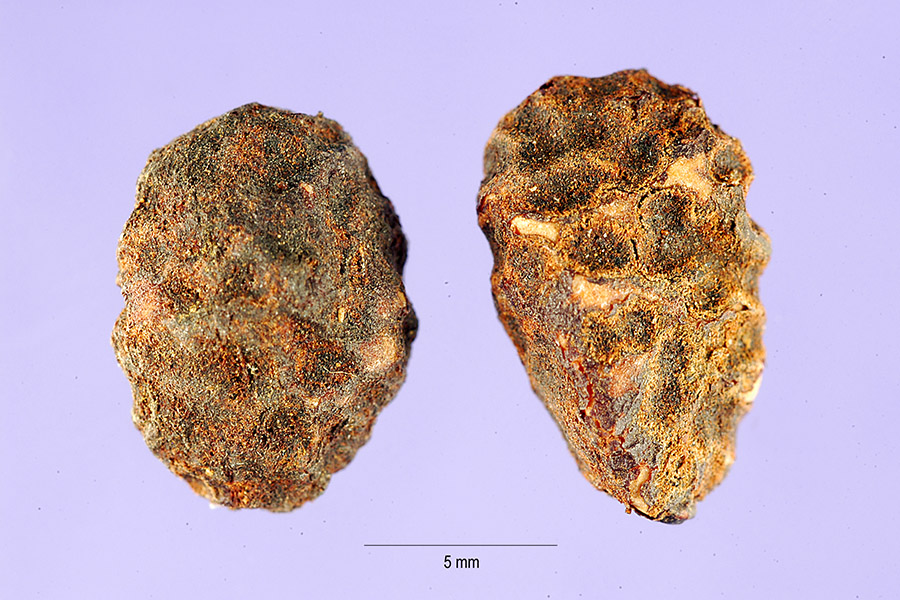
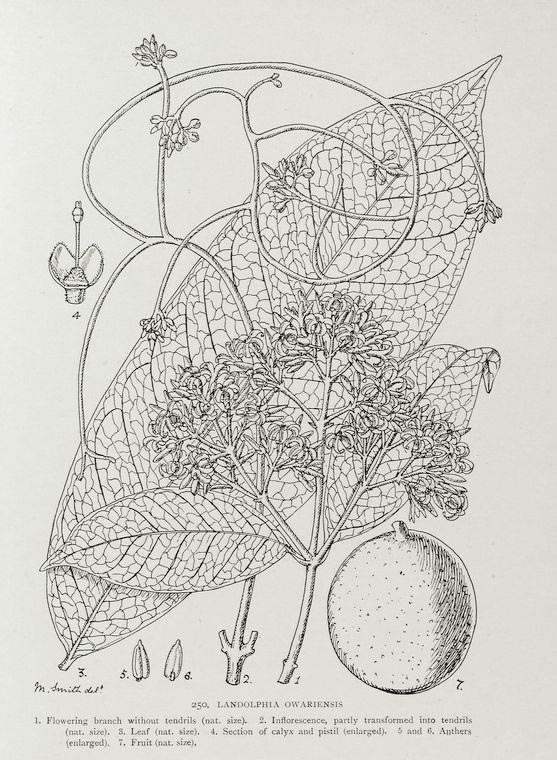